# Riterritorializzazione
La riterritorializzazione (in francese: reterritorialisation) è la ristrutturazione di un luogo o territorio che ha subito la deterritorializzazione. Deterritorializzazione è un termine creato da Gilles Deleuze e Felix Guattari nel loro progetto filosofico Capitalismo e schizofrenia (1972-1980). I due pensatori francesi crearono il concetto di deterritorializzazione a cui segue sempre la riterritorializzazione. È il disegno di un nuovo potere, come quando gli spagnoli (Hernán Cortés) conquistarono gli Aztechi, e dopo che gli spagnoli si deterritorializzarono eliminando i simboli delle credenze e dei rituali aztechi, gli spagnoli si riterritorializzarono introducendo le proprie credenze e rituali. Questa forma di propaganda stabilì la loro presa del territorio. La propaganda è un tentativo di riterritorializzare influenzando le idee delle persone attraverso l'informazione distribuita su larga scala. Ad esempio, durante la prima guerra mondiale, gli Stati Uniti affissero manifesti ovunque per incoraggiare i giovani a arruolarsi nell’esercito e combattere.

## Utilizzo in antropologia
La riterritorializzazione avviene quando le persone all’interno di un luogo iniziano a produrre esse stesse nuovi aspetti della cultura popolare, facendolo nel contesto della loro cultura locale e facendola propria. Un esempio potrebbe essere l'hip hop indonesiano. Sebbene l'hip hop e il rap siano nati nei centri urbani di New York e Los Angeles durante gli anni '80 e '90, quando raggiunsero l'Indonesia attraverso l'Europa e l'Asia centrale, avevano già perso alcune delle loro caratteristiche originali. L'hip hop importato si è diffuso prima a un piccolo gruppo di persone in Indonesia; poi, gli indonesiani iniziarono a creare musica hip hop autoctona. Sebbene la musica fosse hip hop, gli artisti locali integrarono la loro cultura locale con le pratiche dell'hip hop “straniero” per creare un ibrido che non fosse più straniero.
La maggior parte dei lavori attuali sulla geografia umana utilizzano definizioni antropologiche di cultura e spesso vedono le pratiche associate alla cultura popolare come espressioni culturali che possono rivelare o creare aspetti del luogo, del paesaggio spaziale e dell’identità. I cicli continui di deterritorializzazione e riterritorializzazione attraverso l’assiomatizzazione costituiscono uno dei ritmi fondamentali della società capitalista. Karl Marx si riferiva a ciò come alla rivoluzione costante dei mezzi di produzione e allo sconvolgimento ininterrotto di tutte le condizioni sociali che distinguono l'era borghese da tutte le precedenti. Il meccanismo fondamentale del capitale accompagna il processo di deterritorializzazione e riterritorializzazione. Congiunge le risorse deterritorializzate e si appropria del surplus derivante dalla loro congiunzione riterritorializzata.
La deterritorializzazione e la riterritorializzazione presuppongono e rafforzano la constatazione di un'essenza comune del desiderio e del lavoro. Ciò si riferisce al distacco e al riattacco delle energie produttive in generale degli investimenti di ogni tipo, siano essi convenzionalmente considerati psicologici o economici.
Kataria (2019), nel suo lavoro sulla "Ri-territorializzazione dell'identità perseguitata", esamina la "ri-territorializzazione" come espressione dei rifugiati che cercano di ristabilire una connessione territoriale dopo il loro arrivo nelle società ospitanti, un processo che tende a innescare un conflitto etnico-nazionale con gli esterni al gruppo.